# Agde
Agde – miejscowość i gmina we Francji, w regionie Oksytania, w departamencie Hérault.
Według danych na rok 2018 gminę zamieszkiwały 29484 osoby, a gęstość zaludnienia wynosiła 580 osób/km². Wśród 1545 gmin Langwedocji-Roussillon Agde plasuje się na 11. miejscu pod względem liczby ludności, natomiast pod względem powierzchni na 57. miejscu.
Podstawę miejscowej gospodarki stanowi turystyka i przemysł winiarski. We wschodniej części popularne kąpielisko Cap d’Agde. 
Jedno z najstarszych miast Francji, założone ok. 525 p.n.e. pod nazwą Agathe Tyche przez greckich kolonistów z Massalii (Marsylii) w ówczesnej delcie rzeki Hérault.

## Miasta partnerskie
- Antequera (Hiszpania)